# کارواچوکو
کارواچوکو (به اسپانیایی: Carhuachuco) یک کوه در پرو است که در منطقه خونین واقع شده‌است. کارواچوکو ۵٬۵۰۷ متر بالاتر از سطح دریا واقع شده‌است.